# Милица Михајловић
Милица Михајловић (Београд, 4. јун 1972) српска је филмска, позоришна и телевизијска глумица.

## Биографија
Дипломирала је глуму на Факултету драмских уметности у Београду 1995. године у класи професора Предрага Бајчетића. Члан је Позоришта Атеље 212 од 1998. године.
Глумом се бави од 1989. године. Остварила је улоге у двадесетак филмова и серија, а најпознатије улоге остварила је у серији Војна академија у улози куварице Шеки, филму Мртав ’ладан где тумачи улогу мајке мале девојчице, иначе наркоманку, и у серији Отворена врата као Анка Црнотравка.
Миличин отац је књижевник Драгослав Михаиловић, а рођени брат је сликар Бранислав Михајловић. Са мужем Војом Брајовићем, коме је то други брак, има сина Рељу.

## Награде и признања
- Награда Златна колајна "за представу" Гости "на Фестивалу монодраме и пантомиме у Земуну,
- Награда "Ардалион" за најбољу епизоду-улога Курве у представи "Леда", на позоришном Фестивалу Ужице
- Награда београдских ТВ новости "Зоран Радмиловић" за глумачку бравуру - улога Госпаве у представи "Чудо у Шаргану",
- "Награда Вечерњих новости" за епизодну улогу - улога Госпаве у представи "Чудо у Шаргану"
- Двоструки добитник награде "Повеља за изузетно глумачко остварење", за улоге у филмовима "Кажи зашто ме остави" и "Пакет аранжман", на Филмском фестивалу у Нишу
- Награда "Неда Спасојевић" за најбољу женску улогу у филмовима "Пакет аранжман", "Симпатија и антипатија", на Југословенском филмском фестивалу Мојковачка филмска јесен
- Награда за најбољу женску улогу у филмовима "Пакет аранжман", "Симпатија и антипатија" на Филмском фестивалу у Сопоту.
- Годишња награда ЈДП за улогу Кларе у представи "Пред пензијом" и за улогу Мојре у представи "Превод".
- Награда "Царица Теодора" за улогу у филму "Чекај ме ја сигурно нећу доћи", 2009. године и неколико Повеља за изузетно глумачко остварење на Филмским сусретима у Нишу.

## Филмографија
| Год.          | Назив                          | Улога .               |
| ------------- | ------------------------------ | --------------------- |
| 1980-е        |                                |                       |
| 1989.         | Метла без дршке                |                       |
| 1990-е        |                                |                       |
| 1993.         | Кажи зашто ме остави           | Вера                  |
| 1995.         | Симпатија и антипатија         | Агница                |
| 1995.         | Пакет аранжман                 | Ирена                 |
| 1995.         | Урнебесна трагедија            | Вера                  |
| 1995.         | Отворена врата                 | Анка Црнотравка       |
| 1998.         | Џандрљиви муж                  | Мага                  |
| 1998.         | Лагум                          | Ћерка                 |
| 1998.         | Љубинка и Десанка              | Десанка               |
| 1999.         | Нож                            | Амра                  |
| 2000-е        |                                |                       |
| 2002.         | Мртав ’ладан                   | Наркоманка            |
| 2004.         | Смешне и друге приче           |                       |
| 2005.         | Изгубљено, пронађено           | Милица                |
| 2006.         | Седам и по                     | Гога                  |
| 2007.         | Смртоносна мотористика         | Катица Брадвица       |
| 2007.         | Принц од папира                | Јулијина мама         |
| 2009.         | Чекај ме, ја сигурно нећу доћи | Теодора               |
| 2010-е        |                                |                       |
| 2011.         | Сестре                         | Инспекторка           |
| 2012.         | Устаничка улица                |                       |
| 2012 – 2017   | Војна академија (ТВ серија)    | Шеки                  |
| 2012.         | Смрт човека на Балкану         | докторка              |
| 2012.         | Топ је био врео                | Митра                 |
| 2013.         | Отворена врата                 | Анка Црнотравка       |
| 2013 – у току | Синђелићи                      | Николина              |
| 2015.         | Чизмаши                        | Драга                 |
| 2015 – 2018.  | Комшије (ТВ серија)            | Милица Здравковић     |
| 2019 – 2020.  | Државни службеник (ТВ серија)  | Миља, Караџина жена   |
| 2019.         | Реална прича                   | Милена                |
| 2020-е        |                                |                       |
| 2020.         | Јужни ветар (ТВ серија)        | Јована, Баћина сестра |
| 2020.         | Мочвара (ТВ серија)            | Смиљана               |
| 2020 – 2023.  | Мама и тата се играју рата     | Милена                |
| 2021.         | Бранилац                       | Славка Најдановић     |
| 2022.         | Да ли сте видели ову жену?     |                       |
| 2021 – 2023.  | Дуг мору                       | кума Весна            |
| 2023.         | Деца зла                       | Гордана Ивић          |
| 2024.         | V ефекат                       | Перка                 |
| 2024.         | Време смрти                    | Анђелија Мишић        |